# ジャネット・マスリン
ジャネット・R・マスリン（Janet R. Maslin、1949年8月12日 - ）は、アメリカの女性ジャーナリストで、ニューヨーク・タイムズ紙の映画・文芸評論家として知られている。
1977年から1999年までタイムズ紙の映画評論家として、2000年から2015年まで文芸評論家として活躍した。
2000年にはニューヨーク州プレザントヴィルのジェイコブ・バーンズ・フィルム・センターの設立に貢献した。彼女はその理事会の会長にも就任している。

## 経歴
1970年にロチェスター大学で数学の学士号を取得した後、ボストン・フェニックス紙のロック音楽評論家としてキャリアをスタートさせ、同紙の映画専門編集長と評論家になった。また、ローリング・ストーン紙でフリーランサーとして働き、ニューズウィーク誌でも働いた。
1977年にニューヨーク・タイムズ紙の映画評論家となり、1994年12月1日からヴィンセント・キャンビーに代わって主席映画評論家となった。そして、1999年までタイムズ紙での映画批評を続けた。
彼女の映画評論家としてのキャリアは、アメリカのインディペンデント映画も含め、ドキュメンタリー映画『For the Love of Movies: The Story of American Film Criticism』（2009年）で紹介されている。このドキュメンタリーの中で、エンターテインメント・ウィークリー誌の批評家であるリサ・シュワルツバウムは、ニューヨーク・タイムズ紙の評論家のチーフに女性が就任したことに対する興奮を振り返っている。
1994年から2003年まで、J・マスリンはテレビ番組『チャーリー・ローズ』にゲストとして頻繁に出演し、その時々の映画についての洞察や、アカデミー賞の予想などを行った。
マスリンは現在もニューヨーク・タイムズ紙の書評を担当している。彼女の書評には、当時無名の犯罪作家を熱心に発掘したり、エレナ・フェッランテの小説に対するアメリカ初の評価や、未亡人となったジョイス・キャロル・オーツの回想録『A Widow's Story』に対する2011年のエッセイがある（このエッセイは、オーツのファンの一部を怒らせたことがある）。
| 先代 ヴィンセント・キャンビー | chief film critic of the New York Times 1994 — 1999 | 次代 A・O・スコット Manohla Dargis |